# Plumatella fungosa
Plumatella fungosa är en mossdjursart som först beskrevs av Peter Simon Pallas 1768.  Plumatella fungosa ingår i släktet Plumatella och familjen Plumatellidae. Inga underarter finns listade i Catalogue of Life.